# Herbert Steding
Herbert Steding (* 2. August 1930 in Kleinenwieden; † 8. Oktober 1996 in Hameln) war ein deutscher Politiker der SPD und in der Zeit von 1991 bis 1996 Landrat des Landkreises Hameln-Pyrmont.

## Leben
Steding lebte bis 1996 im Dorf Kleinenwieden, welches zur Stadt Hessisch Oldendorf gehört. Steding war verheiratet und hatte zwei Kinder und vier Enkelkinder.

## Auszeichnung
Herbert Steding wurde im Jahr 1996 das Bundesverdienstkreuz am Bande verliehen.